# 摩列達
摩列達 Morinehtar，是英國作家約翰·羅納德·鲁埃爾·托爾金的史詩奇幻小說《魔戒》中的人物。他是最廣為人知的邁雅之一，在第三紀元他以埃斯塔力（巫師）的身分暗助反抗索倫的中土勢力。人們慣稱他為「藍袍摩列達」。
在《魔戒》中，他只被薩魯曼暗示過，有「五位巫師」現世過。在《未完成的故事》中，則有較多的記載，摩列達原本是住在維林諾的邁雅，昆雅語名字為阿拉塔 Alatar，跟隨維拉狩獵之神歐羅米。
托爾金在信件中表示，摩列達進入中土大陸東部後，可能在執行任務的過程中失敗或墮落了。不過托爾金後來改變設想，給了他在中土大陸使用的名字「摩列達」，意思是「铲除黑暗者」 Darkness-slayer，說他們不是第三紀元到達中土大陸，而是在第二紀元索倫製造至尊魔戒那時到來。他們使命仍然是前往中土大陸東部，減弱索倫力量對東方人類的影響。雖然摩列達的使命失敗，但對第三紀元索倫敗亡仍然有深切影響。